# Бобков, Евгений Алексеевич
Евге́ний Алексее́вич Бобко́в (6 июля 1939 пос. Кучино Московская область — 25 ноября 1985) — протоиерей, клирик Русской православной старообрядческой церкви.

## Семья и образование
Родился 6 июля 1939 пос. Кучино Московской области в семье известного старообрядческого деятеля, адвоката Алексея Дорофеевича Бобкова.
Окончил первую Кучинскую среднюю школу в Московской области (1956). Ещё будучи школьником, был поставлен епископом Геронтием (Лакомкиным) чтецом в Покровский кафедральный собор на Рогожском кладбище.
Поступил на юридический факультет Московского государственного университета (1956—1959). Учился на «отлично», принимал участие в поднятии целины и имел за это государственную награду. Отчислен с третьего курса за религиозные убеждения. На факультете (в здании бывшего Синодального училища) был устроен диспут на тему «Есть ли Бог?». Юноша твердо отстаивал свои взгляды и, подняв перед всеми Евангелие, твердо заявил: «Я верю в Его могущество!». На страницах многих газет появились злостные публикации.
Реакция же на них последовала прямо противоположная: в деканат юридического факультета посыпались письма от читателей с поддержкой и восхищением взглядов и поведения Евгения. Руководство факультета вынуждено было их конфисковывать.
В 1960 окончил Всесоюзный юридический заочный институт, в 1960—1961 служил в Вооружённых силах, затем продолжил являться активным прихожанином Покровского собора. В 1963—1964 учился в аспирантуре, из которой был также исключён по религиозным мотивам.

## Диакон
С 1964 заведовал книгохранилищем Покровского собора. 7 августа 1966 г. архиепископ Иосиф (Моржаков) хиротонисал его во диакона в этом же храме. Был популярен в среде московской интеллигенции, отличался широкими взглядами, общался как со старообрядцами, принадлежавшими к другим направлениям, так и со священником Русской православной церкви Александром Менем. Он оказывал юридическую помощь приходам и отдельным христианам, был автором научных публикаций о древнерусской культуре и её памятниках. Его сын Сергей вспоминал: 

Так получилось, что я выучился сначала читать по-славянски, лишь потом по-русски. Отец умел так поставить, что без приказов, лишь посмотрит, и уже было желание что угодно сделать для него. Отец был человеком, который считал, что нельзя заставлять, а убедить можно. У нас не было запретов. Пожалуйста, возьми атеистический словарь, пожалуйста, возьми книгу новобрядческого автора или католического.

Деятельность диакона Евгения Бобкова вызвала резкое недовольство властей, что привело к требованию Совета по делам религий при Совете министров СССР перевести его из Москвы в провинцию в сущем сане. Это требование было высказано 6 июня 1975, и священноначалие старообрядческой церкви не могло оставить диакона в Москве — тем более, что к тому времени у Евгения Бобкова сложились весьма напряжённые отношения с руководством архиепископии. Однако оно приняло решение, невзирая на позицию властей, рукоположить его в сан священника.

## Священник
11 июня 1975 был рукоположён (епископом Анастасием (Кононовым)) во иерея и назначен (архиепископом Никодимом) настоятелем храма пророка Илии в Гомеле. С конца 1970-х годов также был благочинным Донской, Кавказской и Клинцовско-Новозыбковской епархий (которыми управлял епископ Анастасий) и секретарём епархиального управления. С 27 мая 1983 — протоиерей. С 1984 — настоятель храма Рожества Богородицы в селе Тураево Московской области.
С начала 1980-х положил начало деятельности по собиранию материалов для энциклопедического словаря по старообрядчеству. Активная деятельность протоиерея Евгения Бобкова приводила к давлению на него со стороны властей, к угрозам расправы в его адрес. Поэтому его трагическая гибель в автомобильной катастрофе (такси, в котором он ехал, врезалось в грузовик 25 ноября 1985) была расценена многими старообрядцами как месть со стороны спецслужб.
Похоронен на Рогожском кладбище. Трое из его детей стали старообрядческими священниками — Бобков Сергей Евгеньевич (приход в селе Белая Криница Черновицкой области Украины), Бобков Николай Евгеньевич (приход в городе Моршанске Тамбовской области, Россия), Бобков Глеб Евгеньевич (приход в деревне Микварово Кильмезского района Кировской области).

## Интересные факты
- Директор еврейского издательства «Гешарим» Михаил Гринберг (Иерусалим) на презентации в Библиотеке-фонде «Русское зарубежье» им. А. Солженицына, заявил о том, что вышедший в издательстве сборник трудов известного старообрядческого деятеля Владимира Рябушинского «Старообрядчество и русское религиозное чувство» он посвятил протоиерею Евгению Бобкову, своему близкому другу и соседу.[4]
- Поддерживал тесные контакты с представителями духовно-административных руководств всех старообрядческих согласий: Председателем Московской Старообрядческой Федосеевской Преображенской общины М. И. Чувановым, духовным наставником и председателем Рижской Поморской Гребенщиковской общины Л. С. Михайловым. Был он в контакте и со многими священниками и иерархами Патриаршей Церкви в числе которых: архиепископ Питирим (Нечаев), архиепископ Саратовский Пимен (Хмелевский), митрополит Минский Филарет (Вахромеев). Занимался изучением истории старообрядчества, творчества протопопа Аввакума, вел хронику Старообрядческой Церкви, собирал рукописи и старопечатные книги. На основании его собрания в 1984 году в Пушкинском Доме (г. Ленинград) был образован фонд Е. Бобкова.